# The Battle of Midway

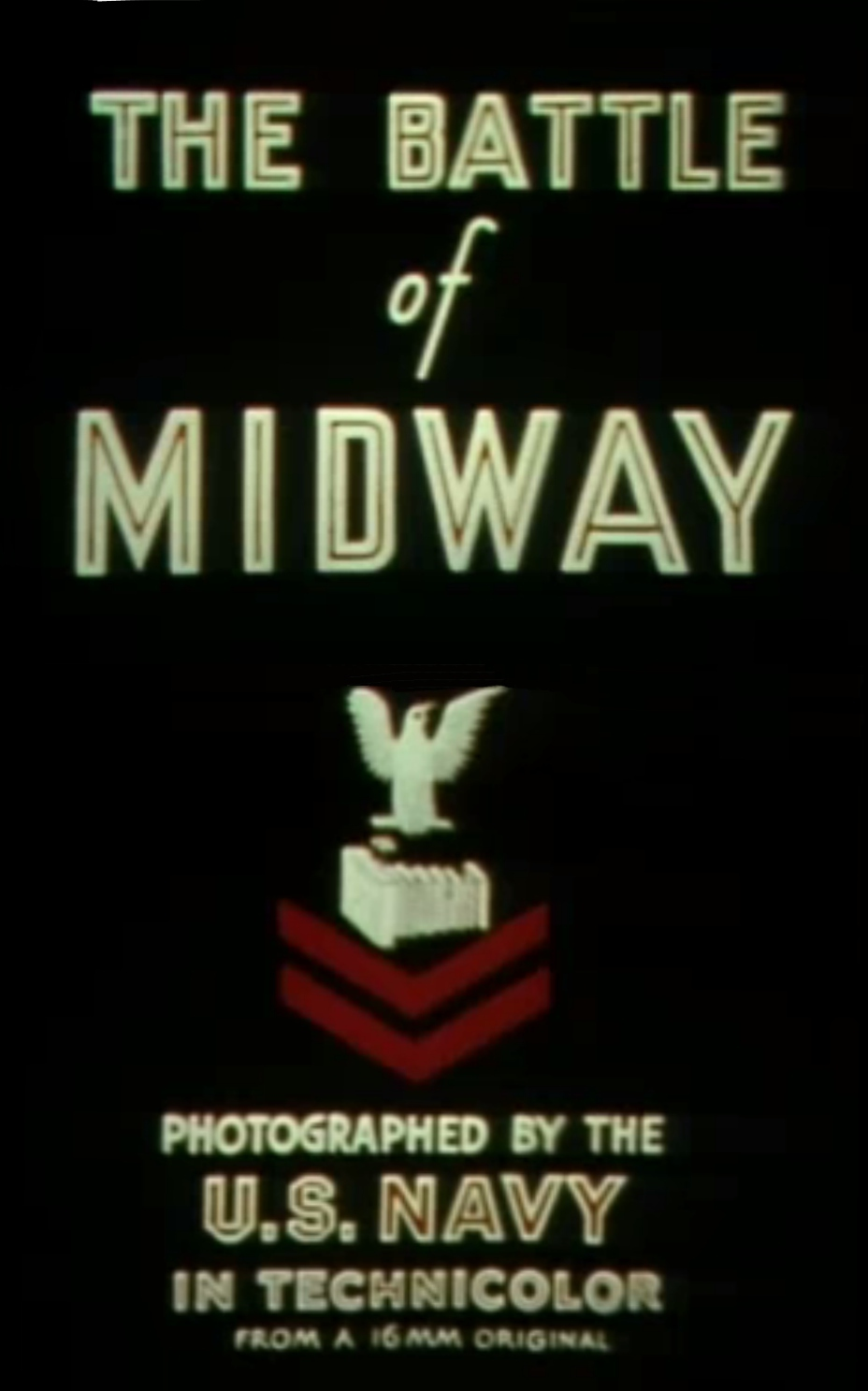
Intro van The Battle of Midway

The Battle of Midway is een Amerikaanse oorlogsdocumentaire uit 1942, geregisseerd door filmregisseur John Ford, en verteld door acteur Henry Fonda.
De film gaat over de Japanse aanval op het atol Midway waar zich een Amerikaanse basis bevond (Slag bij Midway) en laat de gebeurtenissen zien aan de hand van door John Ford zelf gefilmd materiaal. De film bevindt zich in het publiek domein.
The Battle of Midway was een van de vier winnaars in het eerste jaar dat de Academy Award voor Beste Documentaire werd uitgereikt in 1942. De anderen waren Kokoda Front Line, Moscow Strikes Back en Prelude to War.

## Vertellers
| Acteur       | Personage      |
| ------------ | -------------- |
| Donald Crisp | hoofdverteller |
| Henry Fonda  | verteller      |
| Jane Darwell | verteller      |